# 問屋町 (徳島市)
問屋町（といやまち）は、徳島県徳島市の町名。丁番を持たない単独町名である。2009年12月の徳島市の調査による人口は62人、世帯数は25世帯。郵便番号は〒770-8056。

## 地理
徳島市の東部に位置し、八万地区に属する。北で沖浜町・沖浜、東で山城西、南及び西で八万町、北西で僅かに南二軒屋町と接する。東境は国道55号が通っている。東西に細長く狭小な区域で、東側のバイパス沿いに数軒の店舗が建つ。西側には繊維関係の倉庫が多く見られる。

### 河川
- 冷田川

## 歴史
八万東地区土地区画整理事業によって1984年（昭和59年）に新しくできた町名であるが、設置以前から通称地名として八万町藤井地区が問屋町と呼ばれていた。その中心となる実際の問屋街である徳島繊維御団地（八万町）の東方、国道バイパス沿いの一角だけが町名改正されたことになる。

## 施設
- デンタス本社